# Chalu, Anhui
Chalu (kinesiska: 岔路) är en köping i östra Kina. Den ligger i Huoqiu härad i staden Lu'an i provinsen Anhui, omkring 110 kilometer väster om provinshuvudstaden Hefei. Antalet invånare är 28894. Befolkningen består av 13 778 kvinnor och 15 116 män. Barn under 15 år utgör 17,0 %, vuxna 15-64 år 73 %, och äldre över 65 år 9,0 %.